# Jägerkaserne (Marburg)

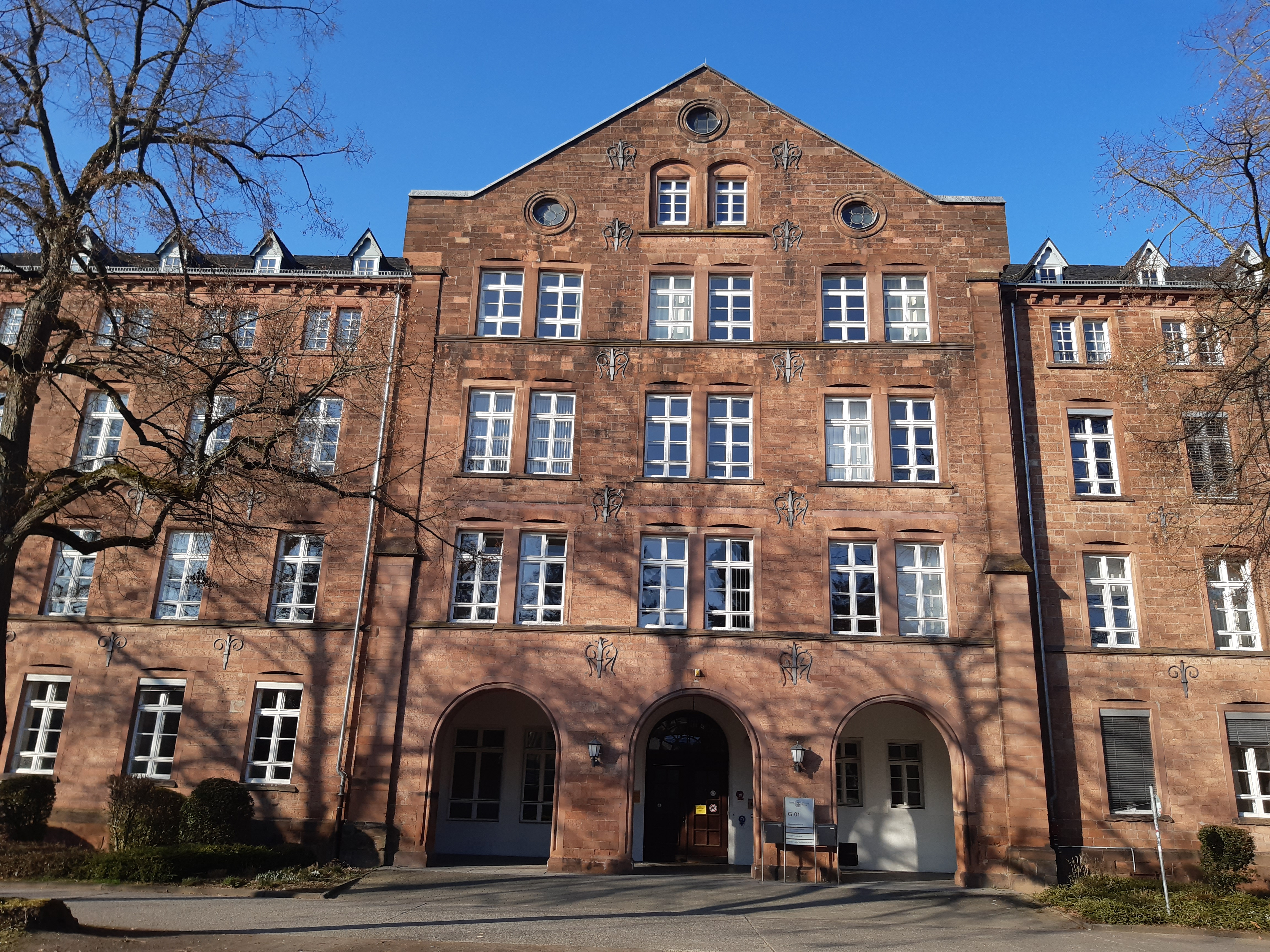
Alte Jägerkaserne

Die Jägerkaserne in Marburg an der Lahn ist ein ehemaliger militärischer Gebäudekomplex, der aus verschiedenen Gebäuden besteht und über verschiedene Bauphasen hinweg entstand. Teile des Gebäudekomplexes wurden bis in die 1990er Jahre von unterschiedlichen militärischen Einheiten genutzt. Der Name Jägerkaserne geht auf das Kurhessische Jäger-Bataillon Nr. 11 zurück, dessen Mitglieder auch als Marburger Jäger bezeichnet wurden.
Der Gebäudekomplex Jägerkaserne liegt im Bereich der heutigen Gutenbergstraße und der Frankfurter Straße und ist unter der Bezeichnung Ehem. Jägerkaserne ein Kulturdenkmal im Norden von Marburgs Südviertel. Er unterteilt sich in die Alte Jägerkaserne, die Kleine Jägerkaserne und die Große Jägerkaserne. Die Alte Jägerkaserne hat die Adresse Gutenbergstraße 18, während die Große Jägerkaserne das Gebiet zwischen der Frankfurter Straße und der Lahn umfasste. Die Kleine Jägerkaserne befand sich gegenüber der Großen Jägerkaserne auf der anderen Seite der Frankfurter Straße.

## Alte Jägerkaserne

### Der Bau derAlten Jägerkaserneund die Zeit bis nach dem Ersten Weltkrieg
Nach der preußischen Annexion Kurhessens 1866 wurden die hessischen Truppen der preußischen Armee unterstellt. Auf eine Kabinettsorder König Wilhelms I. vom 27. September 1866 formierte sich das Jäger-Bataillon Nr. 11, das 1867 in Hessisches Jäger-Bataillon Nr. 11 und 1899 schließlich in Kurhessisches Jäger-Bataillon Nr. 11 umbenannt wurde. Da es in Marburg zunächst an geeigneten Gebäuden fehlte, wurden die Soldaten in Privatwohnungen Marburger Bürger untergebracht. 

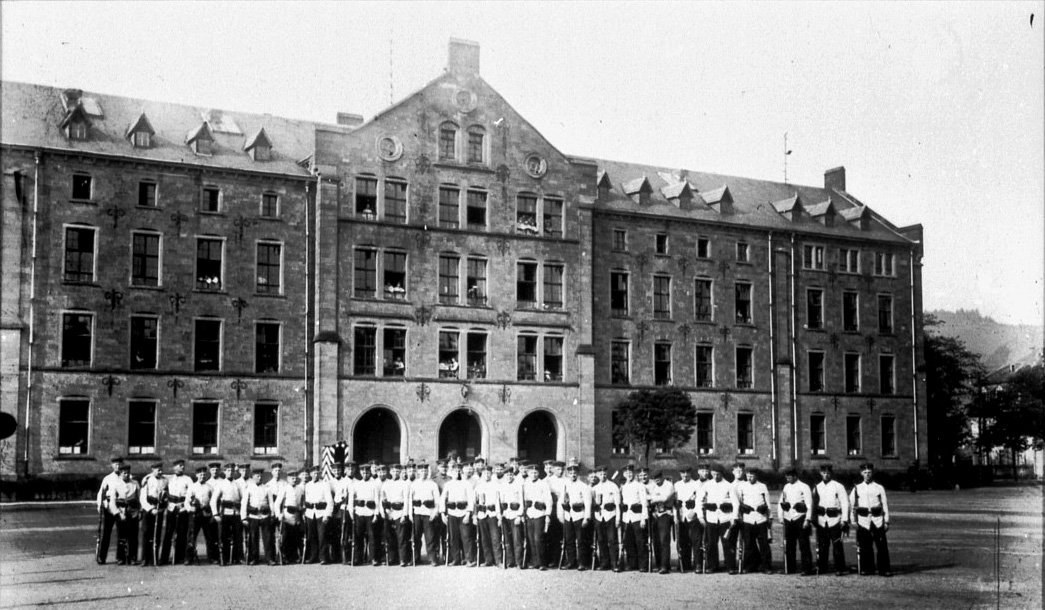
Alte Jägerkaserne vor 1914

Um diesem Umstand abzuhelfen, wurde 1867 mit dem Bau einer Kaserne begonnen. Die Arbeiten verantwortete der Stadtbaumeister Philipp Soff. Die Baukosten trug die Stadt Marburg, die die Einrichtung der Kaserne unterstützte, weil die Marburger Studenten so den einjährigen Militärdienst in der Stadt absolvieren konnten und die Universitätsstadt nicht mehr wegen des Militärdienstes verlassen mussten. Der Bauabschluss wurde am 3. November 1869 durch den damaligen Oberbürgermeister Georg August Rudolph vorgenommen. Am 11. November 1869 wurde die Kaserne von den Truppen bezogen. Ursprünglich war es eine dreiflügelige Anlage aus rötlichem Sandstein. Nach dem Deutsch-Französischen Krieg wurde die Anlage 1872/73 erstmals erweitert. Auf der Ostseite erfolgte 1907–1911 ein weiterer Ausbau, 1913–1916 kam unter Stadtbaurat Rudolph Marx ein Anbau entlang der Jägerstraße hinzu. Spätestens damit war der Innenhof nach Norden geschlossen; zuvor war die Anlage als dreiflügeliger Ehrenhof ausgebildet gewesen. Das Dach wurde 1890–1893 neu eingedeckt; 1913 erfolgte ein Dachumbau.

### Die Kaserne im Nationalsozialismus
Während der Zeit des Nationalsozialismus ging die Alte Jägerkaserne in Staatsbesitz über. In einem vertraulichen Schreiben der Wehrkreisverwaltung IX vom 16. November 1936 an den damaligen Oberbürgermeister Ernst Scheller hieß es in Vorbereitung auf die Übertragung in Staatsbesitz: „Für den Fall, dass Marburg mit weiteren Formationen belegt wird, verpflichtet sich die Stadt: (…) 5. die Alte Jägerkaserne und die sonst noch im Eigentum der Stadt befindlichen Gebäude des Fiskus ohne weitere Mietzahlung zu überlassen. Zum Ausgleich wird der Fiskus eine Ablösungssumme zahlen, deren Höhe noch nicht endgültig festgelegt ist; die Stadt nannte verbindlich die Summe von 100.000,– RM, der Unterzeichnende glaubt jedoch, dass eine wesentlich niedrigere Summe in Anbetracht der bestehenden Verhältnisse angemessen sein dürfte. (…)“ Tatsächlich erfolgte die Übergabe an die Wehrmacht für den Betrag von 50.000 Reichsmark noch im Jahr 1936. Das hatte zur Folge, dass nach Kriegsende die amerikanische Militärregierung in Hessen Rechtsnachfolgerin der Liegenschaft wurde.

### Nachkriegszeit und Übergang an die Philipps-Universität
Nach dem Zweiten Weltkrieg lag Marburg in der amerikanischen Besatzungszone. Die Amerikaner wollten die Alte Jägerkaserne einer neuen, zivilen Nutzung zuführen. Diskutiert wurden unter anderem eine Verwendung als Gefängnis oder eine Nutzung durch die Philipps-Universität Marburg. Die Nutzung durch die Universität wurde vor allem durch den Direktor der amerikanischen Militärregierung in Hessen James R. Newman und den Universitätsoffizier für Hessen Howard P. Becker unterstützt. Becker war von Marburger Professoren davon überzeugt worden, ein International College in Marburg einzurichten, in dem internationale Studierende bei ihrem Aufenthalt zusammenwohnen sollten. Newman und Becker konnten auch General Clay für die Idee einer Nutzung durch die Universität gewinnen, der wiederum den zuständigen General Huebner von einer Verwendung durch die Universität überzeugte. Für die Gesamtnutzung des Baus wurde das Konzept entwickelt, dass acht Institute und das Collegium Gentium genannte International College mit 40 bis 50 Zimmern im Gebäude untergebracht werden sollten. Mit dem International College sollten internationale Beziehungen geknüpft und das gegenseitige Verständnis gefördert werden. Trotz der Unterstützung durch die Amerikaner wurde eine Nutzung der Alten Jägerkaserne in Marburg kontrovers diskutiert. Dennoch richtete Becker Ende Juni 1947 ein Schreiben an das städtische Wohnungsamt in Marburg, in dem er dieses über die Freigabe des Sandsteingebäudes der Jägerkaserne für die beabsichtigte Verwendung informierte.
Gegen die Pläne der Amerikaner und der Universität wurde in erster Linie die Wohnungsnot in der Stadt angeführt. Zudem prüfte die Stadt, ob die Übertragung der Kaserne an die Wehrmacht eine erzwungene Übergabe und der Übergabevertrag aus diesem Grund anfechtbar war. Die nach Aktenlage erhobene Anfechtung des Vertrags wurde jedoch vom Finanzministerium gegenüber der Stadt als unbegründet zurückgewiesen. Bereits zuvor hatte Oberbürgermeister Karl Theodor Bleek in einem Briefwechsel mit dem Rektor der Philipps-Universität Friedrich Matz erklärt, dass die Stadt der Nutzung durch die Universität mit dem Hinweis, „darin einen erneuten Beweis dafür zu sehen, welches besondere Interesse der Stadtverwaltung der Entwicklung der Universität entgegenbringt“, zustimme. Damit war schon vor der Zurückweisung der Anfechtung der Weg für die Überlassung der Nutzung der Alten Jägerkaserne durch die Universität geebnet.
Die Universität erhielt damit ein Grundstück von 8.040 m² Größe. In den Jahren 1947 bis 1953 wurde die Gebäudeanlage mit einem Aufwand von 554.000 DM für die universitäre Nutzung hergerichtet. Untergebracht wurden vor allem neu gegründete Institute, darunter das Institut für Siliciumchemie, das Kristallographische Institut, das Institut für Wissenschaftliche Politik, das Institut für Osteuropäische Geschichte, das Pädagogische Institut sowie das Institut für Psychologie, dessen Gebäude in der Lahnstraße durch Kriegseinwirkung zerstört worden war. Außerdem dienten Räume im Erdgeschoss vorübergehend dem Staatsbauamt (Abt. Land) und dem Kreisbauamt, und die 1937 errichtete Wehrmachtskantine diente zeitweise als Interims-Mensa.

### Nutzung durch die Philipps-Universität
Bereits in den früheren Schreiben von Howard P. Becker legte dieser Wert auf die Errichtung eines International College unter dem Dach der Alten Jägerkaserne. Im Mai 1948 wendeten sich das Hessische Staatsbauamt sowie der Rektor der Universität deshalb an Becker, um Mittel zur Finanzierung der Realisierung dieses Projekts einzufordern. Eine Skizze, die durch das Hessische Staatsbauamt angefertigt wurde, sah die Unterbringung des International Colleges im Dachgeschoss des Gebäudes vor.
Unter dem Namen Collegium Gentium wurde Anfang September 1949 in der Marburger Presse über das Wohnheim berichtet. Als Bewohner wurden vor allem Studenten aus den Rechts- und Staatswissenschaften sowie der Philosophischen Fakultät gesucht. Diese Limitierung der Studienrichtungen stieß auf Kritik. Die kritischen Stimmen gründeten auch darauf, dass im Gebäude fast nur naturwissenschaftliche Institute untergebracht waren, sodass kein Bezug zwischen der Nutzung als Institutsgebäude und den Bewohnern bestand. Bei den ersten Bewohnern des Wohnheims handelte es sich um 45 Männer. Obwohl es auch einen für Studentinnen vorgesehenen Bereich gab, zog zunächst keine Frau in die einstige Kaserne ein; nach dem Wintersemester 1949/50 zogen allerdings, wie ursprünglich geplant, auch Studentinnen in das Wohnheim ein. Ein Alleinstellungsmerkmal war die studentische Selbstverwaltung des Collegium Gentium. Ein Entwurf für die Satzung wurde Ende Januar 1950 vorgelegt und im April 1950 vom Senat der Universität gebilligt. Das Collegium Gentium blieb bis 2005 in der Alten Jägerkaserne bestehen; 2006 wurde der Mietvertrag gekündigt und die Räume geräumt.
In den Jahren 1974 bis 1978 wurde die Gebäudeanlage nochmals umfassend saniert und umgebaut. Mit Baukosten von 5,976 Mio. DM wurden die Unterbringungsmöglichkeiten für den Fachbereich Psychologie verbessert und das Institut für Malerei und Graphik erhielt neue Räume mit 525 m² Hauptnutzfläche. Die Universität Marburg benutzt die Alte Jägerkaserne bis heute als Institutsgebäude. Es wird unter der Bezeichnung G|01 geführt und beherbergt derzeit Institute der Psychologie (Fachbereich 04) und der Bildenden Kunst (Fachbereich 09). Rückblickend waren laut Vorlesungsverzeichnis der Philipps-Universität vom WS 1965/66, also vor dem Umzug vieler Institute in die Neubauten am Marburger Krummbogen und auf den Lahnbergen, folgende Einrichtungen in diesem Gebäude untergebracht: Dekanat der Naturwissenschaftlichen Fakultät, Dekanat der Philosophischen Fakultät, Institut für Psychologie, Institut für Wissenschaftliche Politik, Institut für anorganische Chemie, Institut für Genossenschaftswesen, Kristallographisches Institut, Seminar für Neuere Geschichte, Seminar für Sozial- und Wirtschaftsgeschichte, Stiftung Collegium gentium.

## Kleine Jägerkaserne

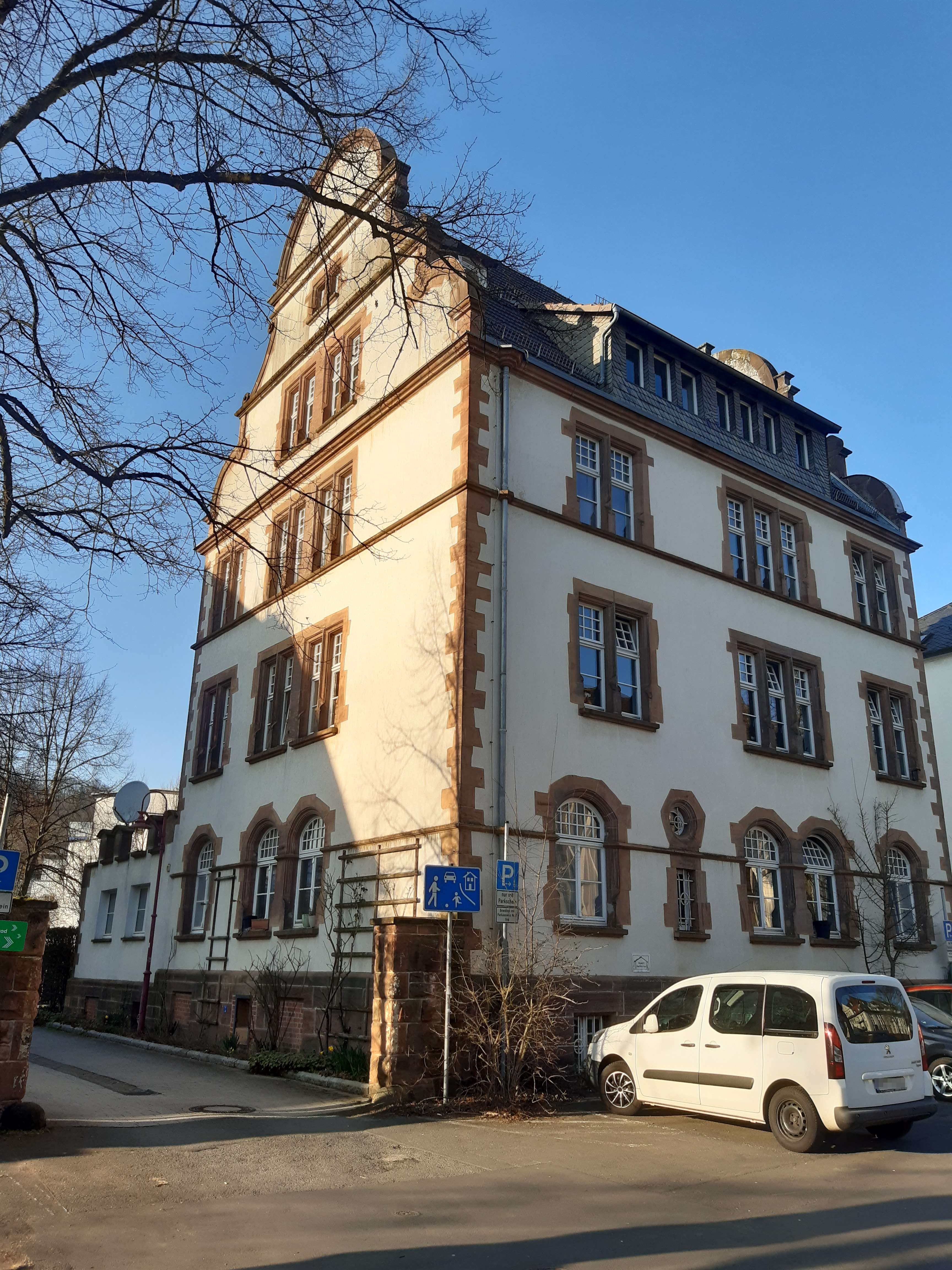
Kleine Jägerkaserne (Ehemalige Standortverwaltung)

Von der Kleinen Jägerkaserne sind heute nur noch zwei Gebäude erhalten. Das Gebäude der ehemaligen Standortverwaltung wurde 1906 gebaut, das ehemalige Stabshaus wurde 1936 errichtet. Beide erfuhren 1994 mit dem Auszug der Bundeswehr aus Marburg eine Umwandlung in Wohnhäuser. Die restlichen Gebäude am Kämpfrasen, die ehemaligen Fahrzeughallen, wurden abgerissen: Von 1996 bis 1998 wurden hier von Günter Wolf, Hans-Uwe Schultze, Wolfgang Schulze und Justus Noll Wohnungen geplant und gebaut sowie eine Wohngegend mit Spielplatz gestaltet.

## Große Jägerkaserne
Die Große Jägerkaserne besteht aus mehreren heute noch erhaltenen Gebäuden. Die ehemalige Speiseanstalt wurde 1896 bis 1897 nach den Plänen von Louis Broeg errichtet und 1994 von Günther Mergel zu einem Wohn- und Geschäftshaus umgestaltet. 1908 bis 1909 entstand das Bezirkskommandogebäude an der Frankfurter Straße, das nach dem Abzug des Militärs 1994 in Wohnraum umgewandelt wurde. Der Architekt des Umbaus war Joachim Kleinberg. Das ehemalige alte Mannschaftshaus der Jägerkaserne wurde 1913 bis 1914 errichtet und vom „Königlichen Militärbauamt I zu Cassel“ geplant. Das ehemalige Wirtschaftsgebäude entstand zwischen 1936 und 1937 und wurde vom Heeresbauamt Gießen geplant. Es wurde 1994 von Hans-Uwe Schultze und Wolfgang Schulze in ein Wohn- und Geschäftshaus umgestaltet. Das Gelände der Großen Jägerkaserne liegt heute zwischen der Frankfurter Straße und der Lahn, in unmittelbarer Nähe des Softwarecenters.

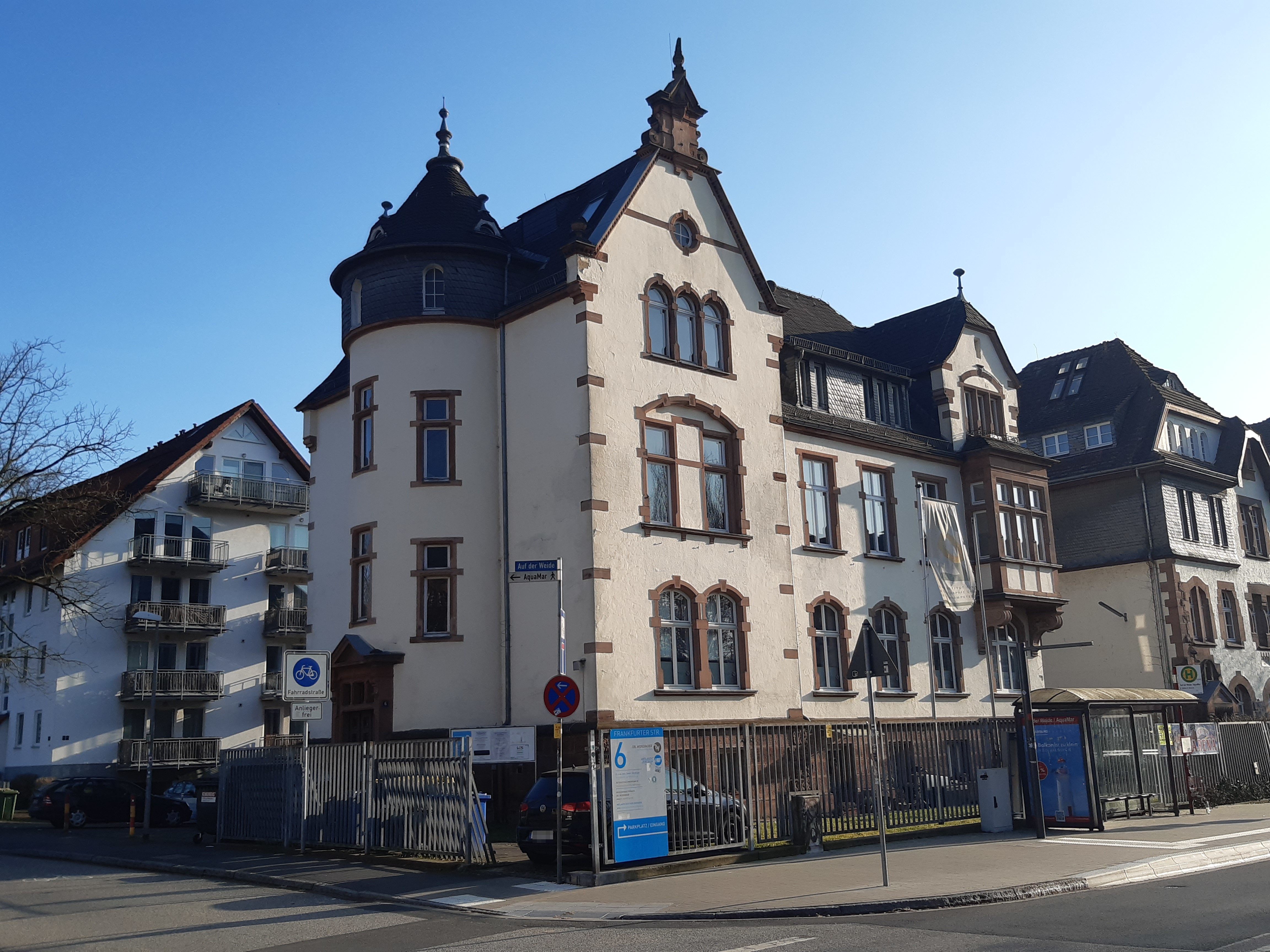
Ehemalige Speiseanstalt (Große Jägerkaserne)
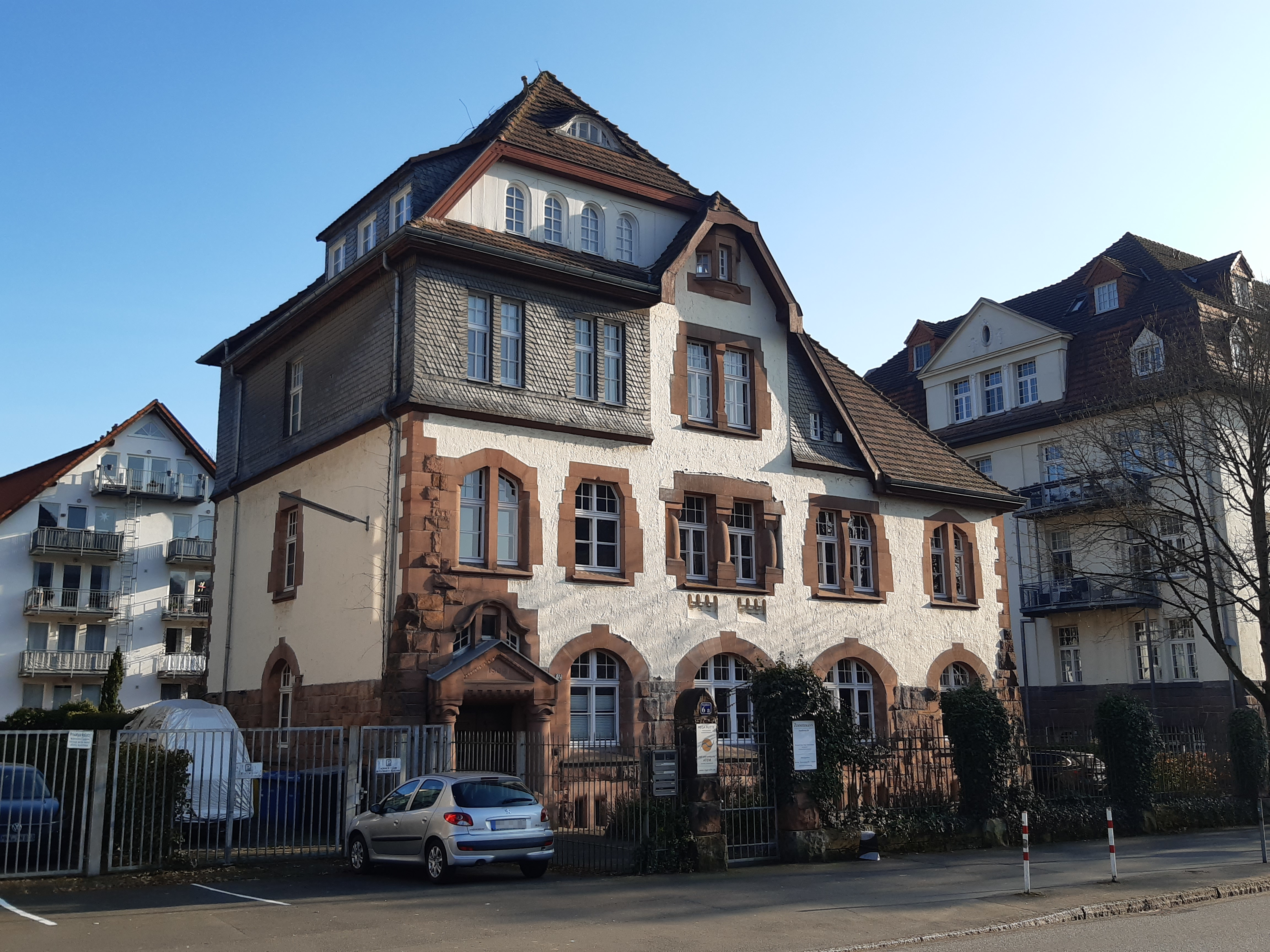
Ehemaliges Bezirks-Kommandogebäude (Große Jägerkaserne)
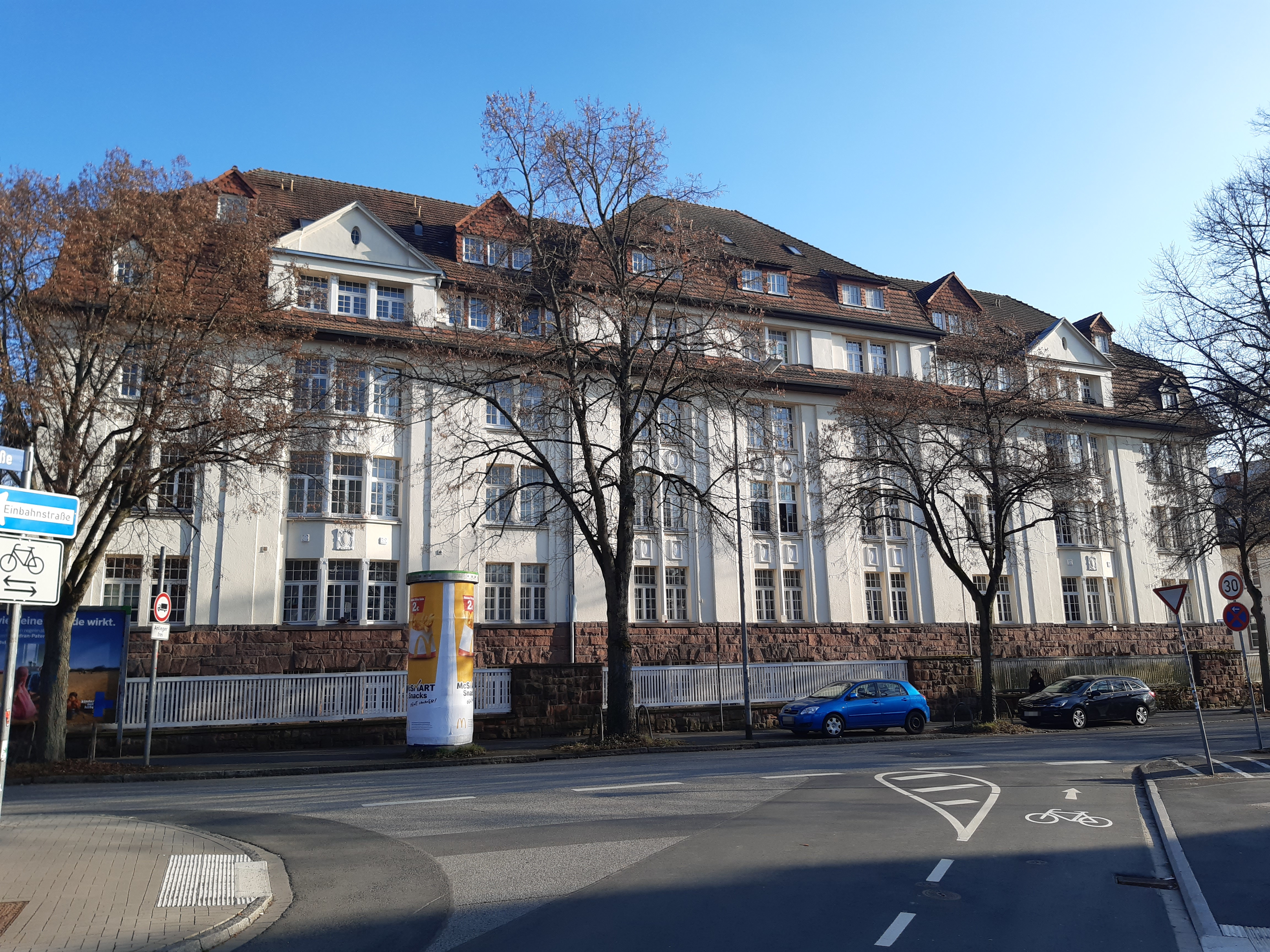
Ehemaliges altes Mannschaftshaus Westseite (Große Jägerkaserne)
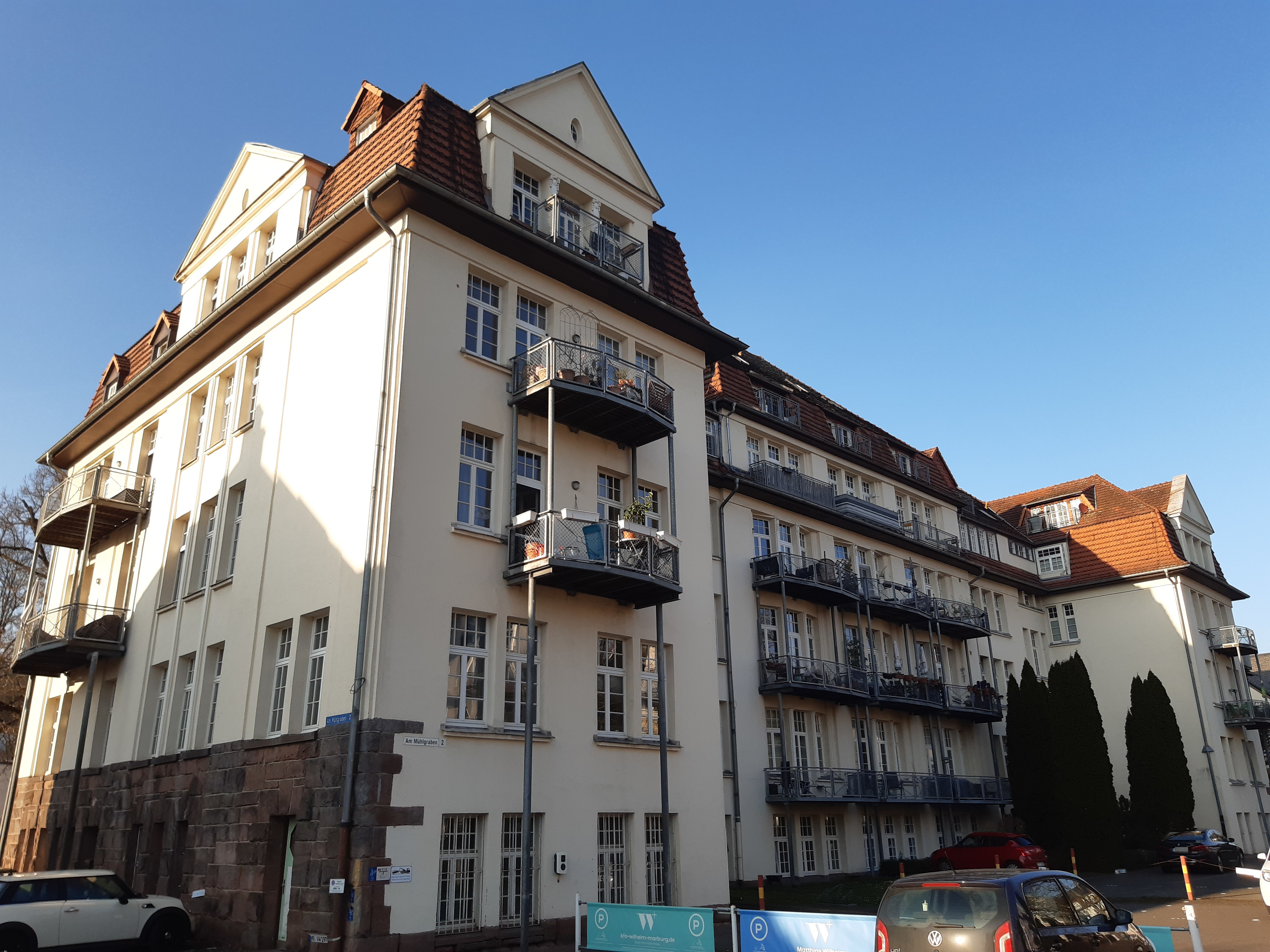
Ehemaliges altes Mannschaftshaus (Große Jägerkaserne)
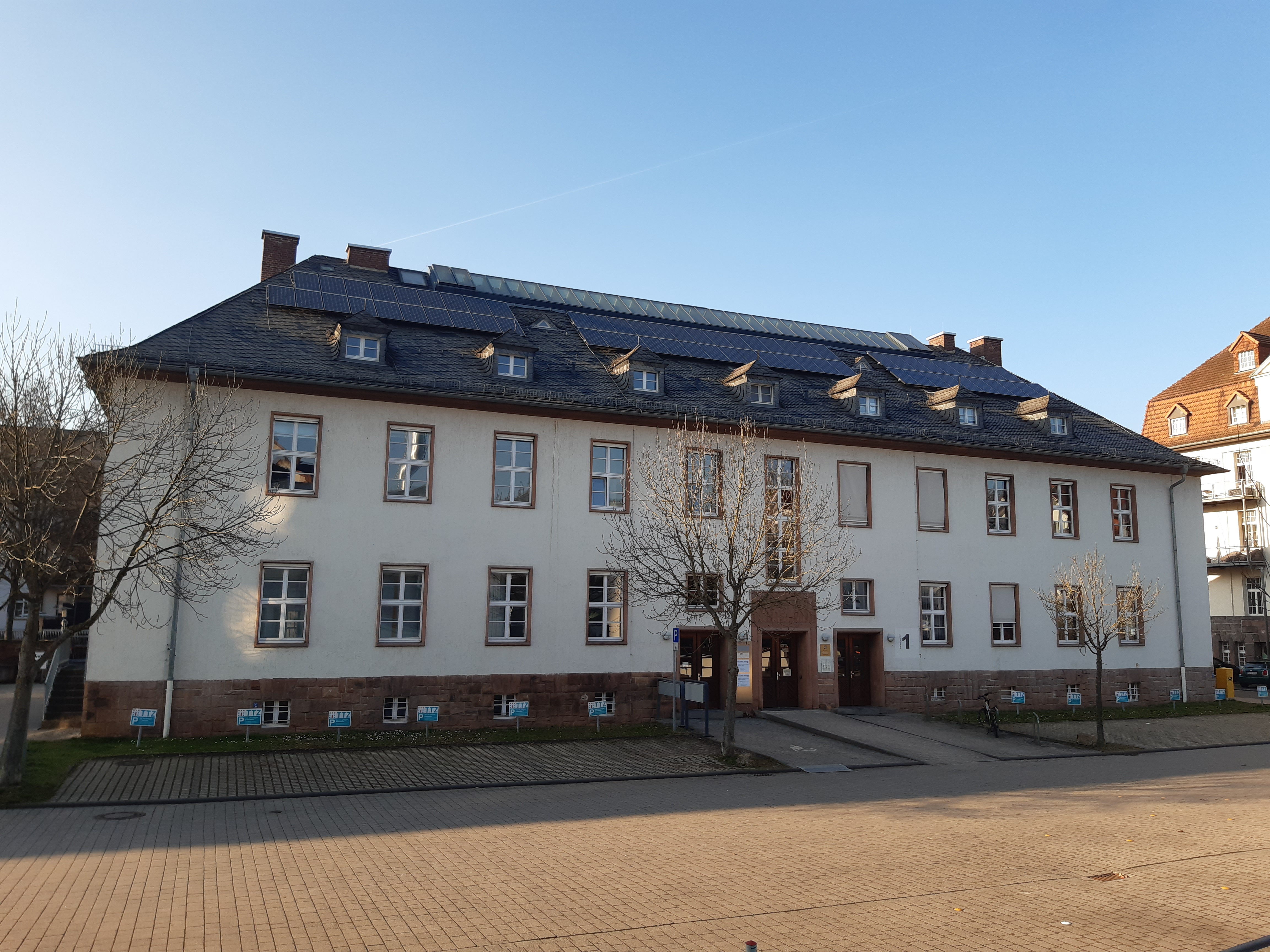
Ehemaliges Wirtschaftsgebäude (Große Jägerkaserne)
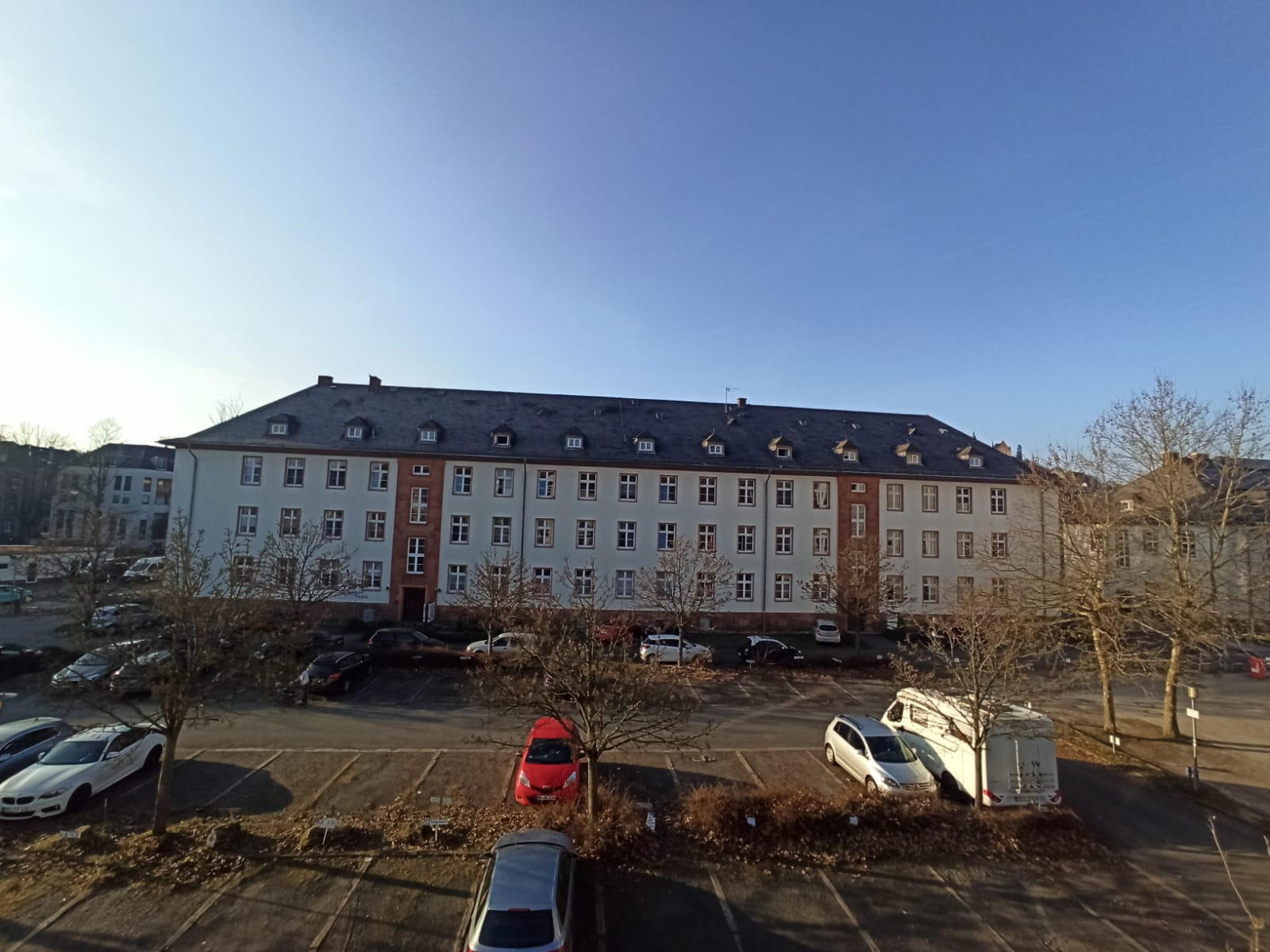
Ehemaliges Mannschaftsgebäude (Große Jägerkaserne)

## Baubeschreibung
Die verschiedenen Teile der Jägerkaserne weisen unterschiedliche architektonische Stile auf. Während die Alte Jägerkaserne im Stil der Neorenaissance errichtet wurde, sind die neueren Kasernengebäude zweckmäßiger und schlichter gehalten. Besonders markant ist der Ehrenhof der Alten Jägerkaserne mit dem durch einen Dreiecksgiebel betonten Mittelrisalit und den Arkaden im Eingangsbereich. Ursprünglich wandte die Anlage ihre Hauptansichtsseite samt Ehrenhof dem alten Stadtkern und dem Schloss zu; nach der Schließung zur Vierflügelanlage liegt die Hauptfassade zur Frankfurter Straße im Süden. Die Längsausdehnung der südlichen Hauptfassade wird durch einen mittigen Eingangsrisalit sowie durch strebepfeilerartig abgetreppte Lisenen gegliedert; die 17 Achsen gliedern sich im Rhythmus 3:4:3:4:3. Vierpassfenster im Dreiecksgiebel und die Wiederholung des Fensterachsenrhythmus in den Gauben prägen die strenge Symmetrie. Trotz der herrschaftlichen, aus dem Schlossbau ableitbaren Formen spiegelt die gleichmäßige Reihung der Fenster und Gauben auch die Monotonie des Kasernenlebens wider.
An der Jägerstraße entstand 1913–1916 ein verputzter Ostanbau in der Formensprache der Heimatschutzarchitektur, ausgeführt unter der Leitung von Stadtbaurat Rudolph Marx. Der hofseitige Nordtrakt trägt die Inschrift: Collegium Gentium Speiseräume.

## Nutzungsgeschichte
Nach ihrer Errichtung diente die Jägerkaserne zunächst als Unterkunft für die Marburger Jäger. Ab 1884 war das 2. Bataillon des Hessischen Füsilier-Regiments Nr. 80 dort untergebracht. Die Marburger Jäger waren in den 1880er Jahren in Hagenau im Elsass stationiert und kehrten erst 1887 zurück. Nach 1945 wurde die Alte Jägerkaserne von der Philipps-Universität übernommen und unter anderem als Studentenwohnheim genutzt. In den 1990er Jahren wurden die Große und Kleine Jägerkaserne von der Bundeswehr endgültig aufgegeben und für Wohn- und Büronutzung umgebaut. Der Bau der Jägerkaserne leitet insgesamt eine für die Stadtgeschichte Marburgs wichtige Phase ein: Über mehr als hundert Jahre war Marburg Garnisonsstadt.

### Stationierte Einheiten
Im Laufe der Zeit waren verschiedene Einheiten in der Jägerkaserne stationiert, darunter:
- 2. Bataillon des Hessischen Füsilier-Regiments Nr. 80 (ab 1884 bis 1887)
- Kurhessisches Jäger-Bataillon Nr. 11 (von 1866 bis 1882 und 1887 bis 1919)
- 15. Infanterieregiment der Reichswehr (während der Weimarer Republik)
- Bundeswehr (von 1956 bis 1994)

## Heutige Nutzung
Nach der Aufgabe der militärischen Nutzung wurden Teile der Kaserne für zivile Zwecke umgewidmet. Die Gebäude der Großen und Kleinen Jägerkaserne wurden ab 1994 zu Wohn- und Bürogebäuden umgebaut. Die Alte Jägerkaserne beherbergte bis 2005 das Collegium Gentium und wird seitdem vom Fachbereich Psychologie der Philipps-Universität Marburg genutzt. Auch das Institut der Bildenden Kunst ist heute in der Alten Jägerkaserne untergebracht.